# Retroalimentación negativa endocrina
La retroalimentación negativa del sistema endócrino, cuando la hormona inhibe la secreción de la glándula, evita que las enzimas modifiquen su actividad basal.
 El sistema endócrino es mantenido por circuitos/bucles de retroalimentación negativa en un intervalo pequeño alrededor de un valor, y cualquier desviación de ese valor normal es contrarrestada. La retroalimentación negativa requiere: un receptor, un control central y un efector
El aumento en la concentración de una hormona o de su efecto induce la inhibición de su propia producción.

## Características

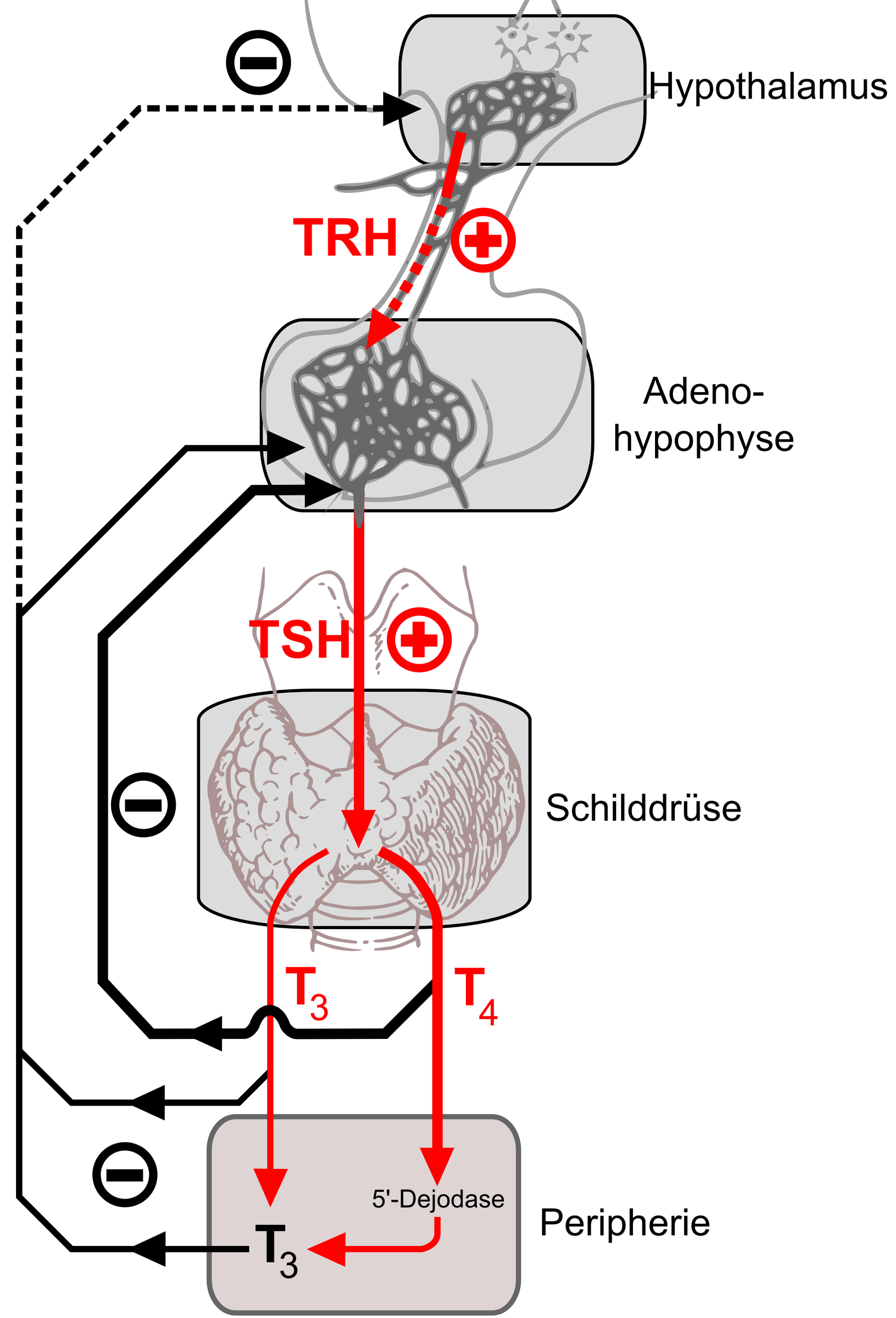
Retro Negativa de las hormonas tiroideas T3 y T4 (en negro (–) a la izquierda.

El sistema endocrino genera respuestas lentas que transmite mediante sustancias químicas, llamadas hormonas, las cuales circulan por la sangre y actúan sobre los órganos que reconocen estas sustancias. Estos órganos, denominados órganos blancos, producen respuestas acordes con la concentración de hormona detectada en sangre.
Una retroalimentación negativa es aquella en la cual el valor de la salida de un sistema, se utiliza para modificar la actividad del sistema (la salida “se retroalimenta”), de esta  manera se crea un bucle (o loop) que reduce las fluctuaciones en la salida misma, y hace que su valor sea homeostático dentro de un rango específico.
El funcionamiento del sistema endocrino se realiza mediante retroalimentación negativa o retroinhibición:
1. La glándula recibe la información para la secreción de la hormona.
2. La glándula libera la hormona.
3. La hormona actúa en el órgano o célula blanco, lo que produce un cambio en el medio interno.
4. El cambio en el medio interno es detectado por la glándula secretora e inhibe la secreción de la hormona hasta que se reciba nueva orden de secreción.

Si algún factor cualquiera alcanza concentraciones demasiado altas, un sistema de control inicia una retroalimentación negativa endocrina que consiste en una serie de cambios que devuelven al factor antes mencionado hacia un valor medio determinado, con lo que se mantiene la homeostasis en el organismo.
Existen dos configuraciones básicas de los circuitos de retroalimentación negativa dentro del sistema endocrino: Un circuito dirigido por la respuesta fisiológica (Que se denomina retroalimentación regulada por las respuestas) y otro regulado por el eje endocrino.
Los circuitos dirigidos por respuestas se encuentran en las glándulas endocrinas que controlan la glucemia (Los islotes pancreaticos) las concentraciones de calcio y fósforo sérico (glándulas paratiroides y riñones), la osmolaridad y el volumen de la sangre (hipotálamo y neurohipófisis) y las concentraciones de Na, K, y H en la sangre (Zona glomerular de la corteza suprarrenal y células auriculares).
En la configuración regulada por la respuesta la secreción de hormona es estimulada o inhibida por un cambio en el nivel de un parámetro extracelular específico. La alteración de las concentraciones hormonales condicionan cambios en la fisiología de los órganos diana.
Ejemplo: El aumento de la glucemia estimula la producción de insulina.
Las respuestas fisiológicas frente a las hormonas periféricas solo desempeñan un papel menor en la regulación de retroalimentación de los circuitos endocrinos.
En los ejes endocrinos un aspecto importante es su capacidad para reducir o incrementar la señales neurales para modular la liberación de las hormonas hipotalámicas y controlar de este modo la actividad del eje.

## Bioquímica
En bioquímica por tanto, el catalizador produce una sustancia especial que puede actuar sobre una enzima o una hormona que estimula la enzima.
 La retroalimentación puede ser negativa o positiva.
 Es positiva si la glándula estimula a la hormona o directamente a la enzima para que siga generando ese producto.
 Y es negativa cuando la glándula inhibe a la hormona o a la enzima para que dejen de producirlo.